# Biblioteca Armando Olivares
La Biblioteca Armando Olivares es un recinto bibliográfico en la ciudad de Guanajuato y que pertenece a la Universidad de Guanajuato. Sus orígenes se remontan al siglo XVIII. Cuenta con 29 180 obras y 58 929 volúmenes. Desde 1957 lleva el nombre del catedrático, escritor y exrector de la Universidad de Guanajuato Armando Olivares.

## Historia
La historia del recinto está vinculada a la de la misma universidad, que tiene sus antecedentes en el Hospicio de la Santísima Trinidad, fundado por la Compañía de Jesús y patrocinado por mineros novohispanos. La biblioteca de dicha institución permaneció en la planta alta del ahora llamado Edificio Central de la Universidad de Guanajuato.  
El 17 de septiembre de 1962 las autoridades universitarias decidieron trasladar los fondos bibliográficos y documentales a una sede ex profeso y eligieron la sala-hospital del antiguo Convento de Belén en los terrenos que ocupó la Hacienda de Cervera. Dicho convento encargado por los padres betlemitas data de 1775. La disposición en planta de cruz latina y la presencia de una cúpula en su crucero sugiere que pudo ser una capilla. Preside la sala de consulta un óleo de Juan de Palafox y Mendoza. 
Fuera de la biblioteca se encuentra el Jardín Reforma.

## Acervos
Además de la Colección General de los siglos XVIII al XX compuesta por un estimado de 60,000 volúmenes, cuenta con las siguientes colecciones:
- Colección Dr. José María Luis Mora
- Fondo Conventual
- Colección Dr. Alfredo Duges
- Colección Lic. Manuel Cervantes Rendón

## Instalaciones

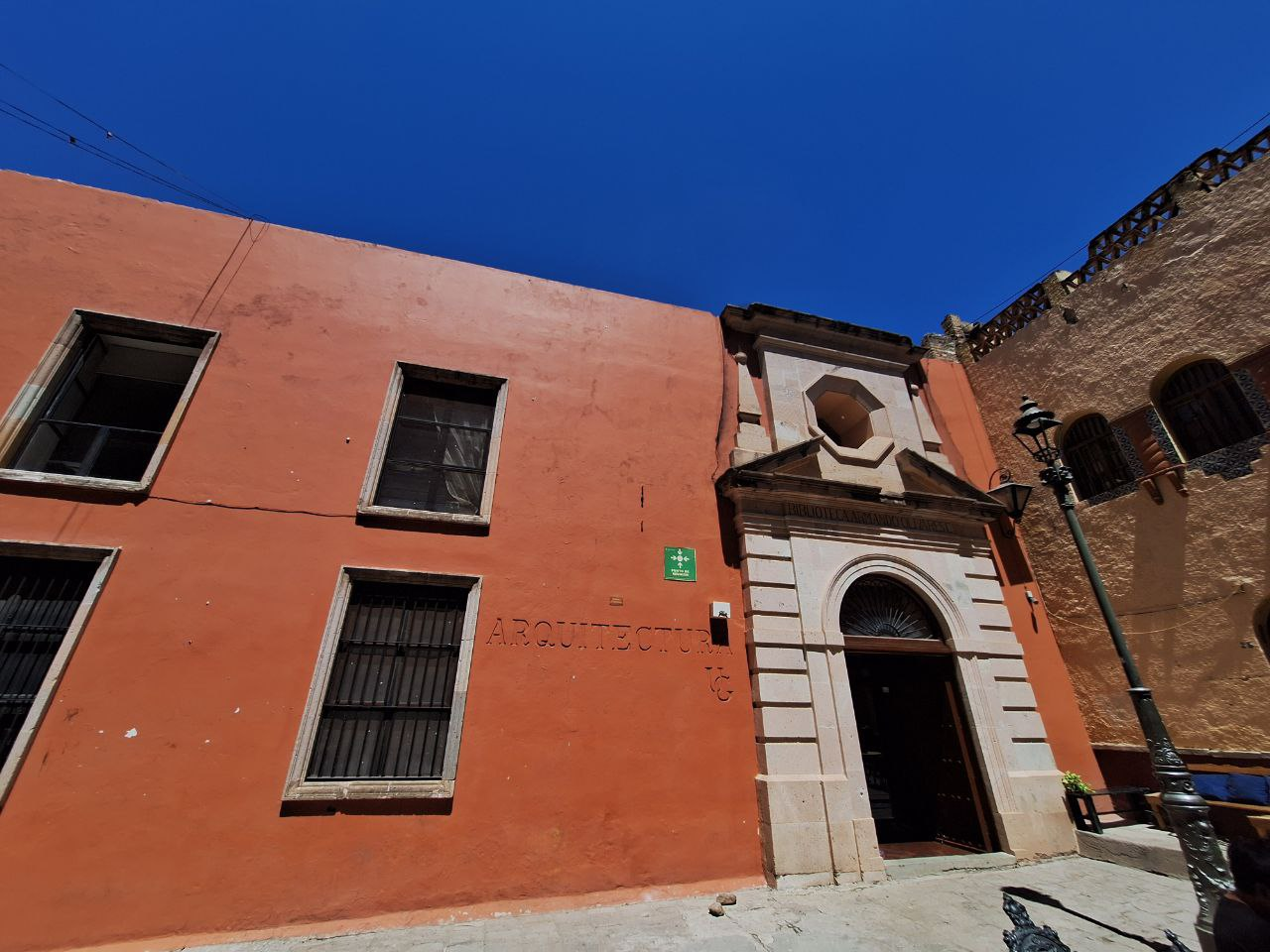
Vista del exterior de la Biblioteca Armando Olivares
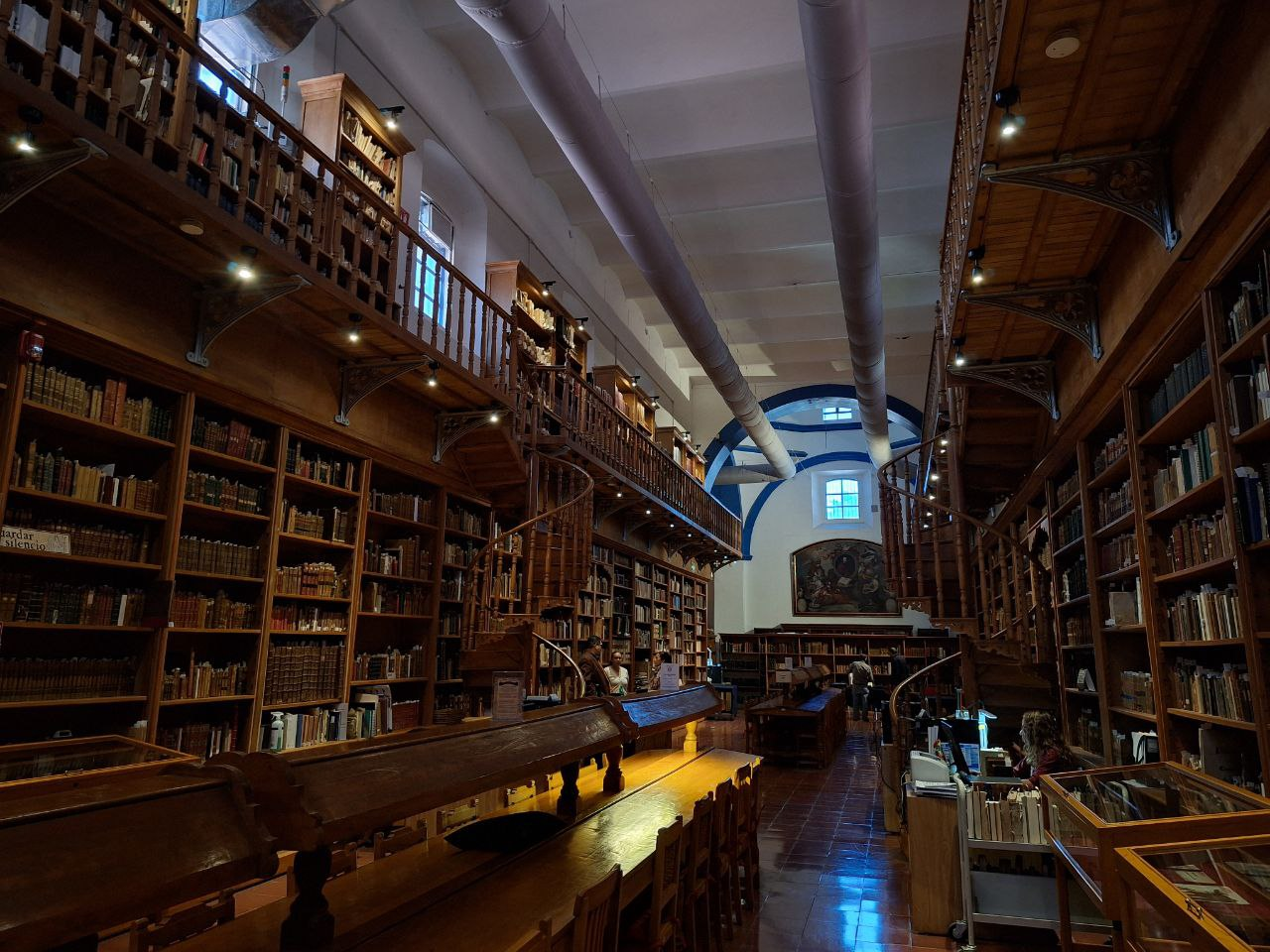
Vista del interior de la Biblioteca Armando Olivares
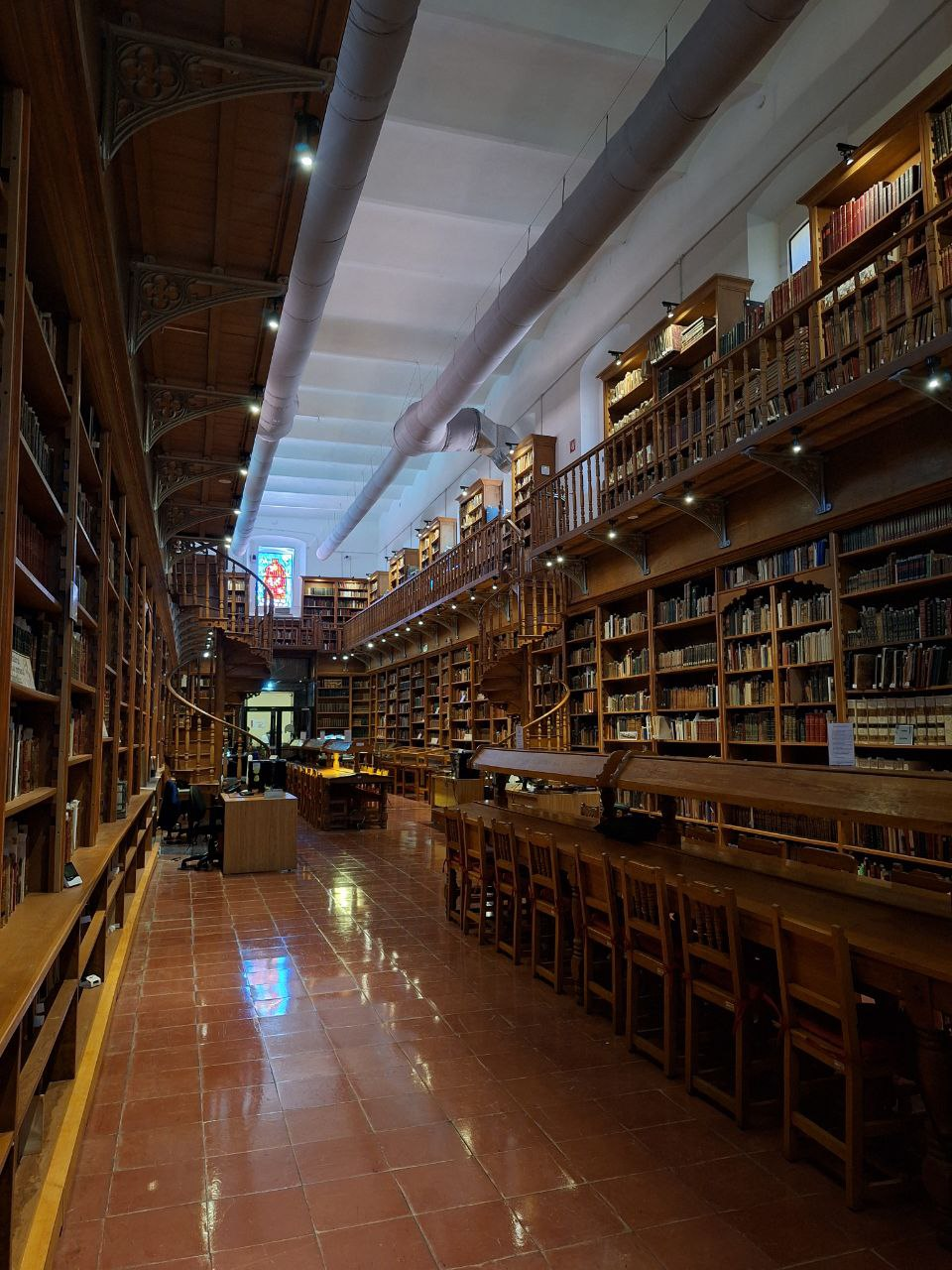
Vista del interior de la Biblioteca Armando Olivares